# I Don't Think About You
"I Don't Think About You" es una canción de la artista estadounidense Kelly Clarkson, desprendido de su octavo álbum de estudio, Meaning of Life (2017). Fue escrita y producida por el dúo de producción The Monarch, con la coautoría del cantante estadounidense Harlœ y el pianista Michael Pollack. La canción fue publicada por Atlantic Records como el segundo sencillo del álbum el 9 de febrero de 2018.

## Composición
"I Don't Think About You" está escrita por Sean y Andre Davidson del dúo de producción The Monarch, la cantante Jessica Ashley (conocida profesionalmente como Harlœ) y el pianista de Vanderbilt Michael Pollack. Líricamente, la canción trata sobre salir de una relación fallida y se basó principalmente en el pasado de Harloe. Harloe, quien viajó a Nashville, Tennessee en 2016 para colaborar con Clarkson, le dijo que la canción se inspiró en una situación de su vida en la que tenía la edad suficiente para finalmente darse cuenta y concluir que la relación "no funcionó y tú Eres un poco idiota, pero gracias por hacerme un ser humano más fuerte. Sigamos adelante. Te deseo lo mejor, pero no te quiero cerca de mí'". Antes de terminar la canción, Clarkson le había pedido a Harlœ que la escribiera como una balada al estilo de Whitney para mostrar su rango, lo que llevó a un arreglo que enfatizaba en ella. Los críticos musicales también observaron que el contenido de la canción también puede haber aludido a la relación de Clarkson con su antiguo sello, RCA Records, así como a sus detractores.
"I Don't Think About You" presenta una melodía con respaldo de piano interpretada por Pollack y un cambio de tono hacia el final de la canción. También incluye arreglos de cuerdas dirigidos por Paul Buckmaster y es una de sus últimas grabaciones de estudio antes de su muerte. La canción está escrita en la tonalidad de La mayor con un tempo moderadamente lento, la voz de Clarkson abarca dos octavas de C4 a C6.